# Довільний доступ

Порівняння довільного доступу з послідовним доступом

В інформатиці під довільним доступом (або випадковим доступом, англ. random access) розуміють можливість звернутися до будь-якого елемента послідовності за рівні проміжки часу, що не залежать від розмірів послідовності (на відміну від послідовного доступу, коли чим далі розташований елемент, тим більше часу потрібно для доступу).
Говорять, що структура даних підтримує довільний доступ, якщо можливий доступ до будь-якого елемента за сталий час {\displaystyle O(1)} відносно до кількості елементів у ній, рівний незалежно від позиції елемента. Небагато структур даних можуть це забезпечити, тільки масиви (і подібні структури, такі як динамічний масив). Підтримка структурою даних довільного доступу є критичною для багатьох алгоритмів (наприклад, для швидкого сортування і двійкового пошуку).
Швидкості послідовного та довільного доступу можуть відрізнятися на 4 порядки.[джерело?]
Обро́бка да́них невпорядко́вана — обробка записів масиву, під час якої розташування чергового оброблюваного запису в масиві не залежить від розміщення обробленого раніше запису.